# Hurá na fotbal
Hurá na fotbal (španělsky Metegol) je argentinský animovaný film z roku 2013 od režiséra Juan José Campanella. Film měl v Argentina premiéru 18. července 2013.

## Děj
Plachý chlapec s laskavým srdcem Amadeo a jeho přátelé – odvážní fotbalisté – musí znovu získat čest, důstojnost a pravou lásku. Jedná se o film o přátelství, věrnosti a vášni, odehrávající se na fotbalovém hřišti.

## Obsazení
| David Masajnik         | Amadeo       |
| Fabián Gianola         | El Beto      |
| Miguel Ángel Rodríguez | Kapitán Liso |
| Horacio Fontova        | Loco         |
| Pablo Rago             | Capi         |
| Lucía Maciel           | Laura        |
| Diego Ramos            | Grosso       |